# La Ville dorée

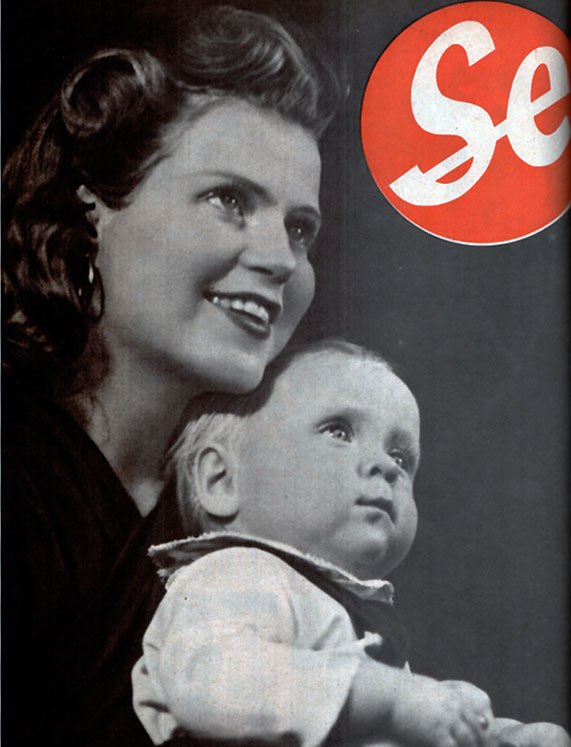
Affiche de Kristina Söderbaum

La Ville dorée (Die goldene Stadt) est un film allemand réalisé en 1941 par Veit Harlan, avec Kristina Söderbaum. C'est le deuxième long métrage en couleur réalisé en Europe et avec un procédé européen, l'Agfacolor. Notamment du fait de sa spécificité, il connut un grand succès sur le continent alors dominé par le IIIème Reich qui en assura la promotion.

## Synopsis
Anna, une jeune fille de la campagne des Sudètes, dont la mère s'est noyée dans un marais, rêve de la ville dorée de Prague. Elle en revient déshonorée.

## Distribution
- Kristina Söderbaum : Anna 'Anuschka' Jobst
- Eugen Klöpfer :Melchior Jobst
- Annie Rosar : Donata Opferkuch
- Dagny Servaes : Frau Tandler
- Paul Klinger (en) : Ingenieur Christian Leidwein
- Emmerich Hanus
- Kurt Meisel : Toni Opferkuch

## Analyse
Il s'agit d'un long-métrage de type Heimatfilm, caractéristique du cinéma sous le Troisième Reich.